# 御津町御馬
御津町御馬（みとちょうおんま）は、愛知県豊川市の地名。

## 地理
豊川市南部に位置する。東は御津町下佐脇、西は三河湾、南は御津町新田、北は御津町西方に接する。

### 字一覧
- 梅田（うめだ）
- 加美（かみ）
- 川端（かわばた）
- 塩入（しおいり）
- 塩浜（しおはま）
- 膳田（ぜんだ）
- 玉袋（たまぶくろ）
- 剣（つるぎ）
- 中島（なかじま）
- 仲田（なかだ）
- 長床（ながとこ）
- 流田（たがれだ）
- 西（にし）
- 野添（のぞえ）
- 浜田（はまだ）
- 東（ひがし）
- 向道（むかいみち）

### 交通
- JR東海道本線[1]
- 東海道新幹線[1]
- 国道23号[1]

### 施設
- 御馬漁港[1]
- 豊川市立御津南部小学校[1]
- 南部保育園[1]
- 御馬漁協[1]
- 青果卸売市場[1]
- 野菜集荷場[1]
- 米倉庫[1]
- 宝飯南部学校給食組合給食センター[1]
- 引馬神社[1]
- 八幡社[1]
- 真宗大谷派入覚寺[1]
- 敬円寺[1]
- 浄土宗浄願寺[1]
- 浄楽寺[1]
- 臨済宗妙心寺派海元寺[1]
- 本光寺[1]

## 歴史

### 人口の変遷
国勢調査による人口および世帯数の推移。
| 2010年（平成22年） | 734世帯 2236人 |  |
| 2015年（平成27年） | 796世帯 2265人 |  |
| 2020年（令和2年）  | 898世帯 2402人 |  |

### WEB
1. ↑  “愛知県豊川市の町丁・字一覧”.   人口統計ラボ. 2024年5月1日閲覧。
2. ↑  “大字別世帯数人口集計表” (XLSX). 豊川市ホームページ.   豊川市役所. 2024年12月1日閲覧。
3. ↑  “読み仮名データの促音・拗音を小書きで表記するもの(zip形式) 愛知県” (zip).   日本郵便 (2024年2月29日). 2024年3月26日閲覧。
4. ↑  “市外局番の一覧” (PDF).   総務省 (2022年3月1日). 2022年3月22日閲覧。
5. ↑  “ナンバープレートについて”.   一般社団法人愛知県自動車会議所. 2024年1月21日閲覧。
6. ↑  総務省統計局 (2012年1月20日). “平成22年国勢調査の調査結果(e-Stat) - 男女別人口及び世帯数 －町丁・字等” (CSV). 2021年7月21日閲覧。
7. ↑  総務省統計局 (2017年1月27日). “平成27年国勢調査の調査結果(e-Stat) - 男女別人口及び世帯数 －町丁・字等” (CSV). 2021年7月21日閲覧。
8. ↑  総務省統計局 (2022年2月10日). “令和2年国勢調査の調査結果(e-Stat) - 男女別人口，外国人人口及び世帯数－町丁・字等” (CSV). 2023年8月2日閲覧。

### 書籍
1. 1 2 3 4 5 6 7 8 9 10 11 12 13 14 15 16 17 18 19 20 21  「角川日本地名大辞典」編纂委員会 1989, p. 2022.